# Valerio Lualdi
Valerio Lualdi (* 31. August 1951 in Busto Arsizio) ist ein ehemaliger italienischer Radrennfahrer.

## Sportliche Laufbahn
Lualdi war im Straßenradsport aktiv. Als Amateur siegte er 1972 im Circuito del Porto, im Piccola Tre Valli Varesine und auf einer Etappe des Giro Ciclistico d’Italia. In der Internationalen Friedensfahrt 1972 wurde er 45.
Von 1973 bis 1984 war er Berufsfahrer und war in dieser Zeit Domestik u. a. von Roger De Vlaeminck und Francesco Moser. Er siegte 1978 im Giro della Romagna und im Giro del Veneto, 1979 in der Coppa Bernocchi.
Zweiter wurde Lualdi 1975 in der italienischen Straßenmeisterschaft hinter Francesco Moser und in der Trofeo Matteotti, 1976 in der Korsika-Rundfahrt hinter Michel Laurent, 1977 im Gran Premio Camaiore, 1979 im Giro della Romagna, 1980 im Gran Premio Montelupo. Dritter wurde Lualdi 1975 im Großen Preis des Kantons Aargau, 1977 im Rennen Tre Valli Varesine und im Gran Premio Camaiore, 1978 im Giro del Friuli, 1979 im Trittico Lombardo. Bei den Straßenradsport-Weltmeisterschaften 1978 kam Lualdi auf den 7. Platz.

## Erfolge
1978
- Giro della Romagna
- Giro del Veneto

1979
- Coppa Bernocchi

### Grand-Tour-Platzierungen
| Grand Tour         | 1973 | 1974 | 1975 | 1976 | 1977 | 1978 | 1979 | 1980 | 1981 | 1982 | 1983 | 1984 |
| ------------------ | ---- | ---- | ---- | ---- | ---- | ---- | ---- | ---- | ---- | ---- | ---- | ---- |
| Giro d’ItaliaGiro  | 71   | –    | 47   | –    | 54   | 19   | 24   | 42   | 48   | DNF  | 84   | 110  |
| Tour de FranceTour | –    | 69   | 57   | DNF  | DNF  | –    | DNF  | –    | –    | –    | –    | 113  |